# Pingo Doce

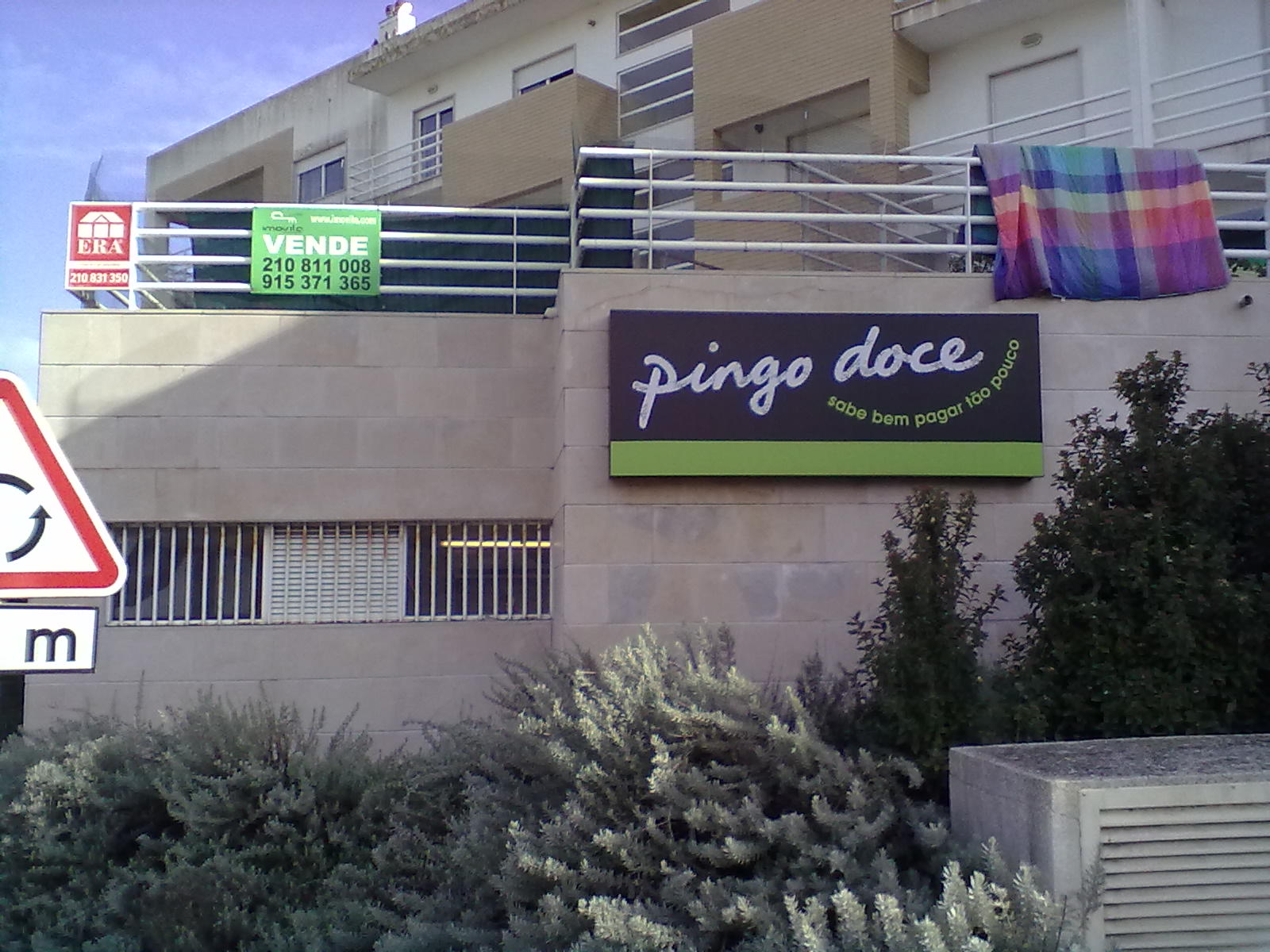
Pingo Doce-Geschäft mit Logo in Sesimbra

Pingo Doce, ['pĩgu 'dɔsə], zu deutsch Süßer Tropfen, ist mit 456 Filialen die zweitgrößte Supermarktkette Portugals. Sie gehört zur Gruppe Jerónimo Martins, der niederländische Einzelhandelskonzern Ahold Delhaize ist  zu 49 % beteiligt.
Das erste Geschäft von Jeronimo Martins eröffnete bereits im Jahre 1792. Später wurde Pingo Doce 1980 als Vertriebslinie der Jerónimo-Martins-Gruppe (JMR) gegründet. Seit 1992 wird Pingo Doce in einem Joint Venture von Jerónimo Martins betrieben, an dem sie 51 % und die niederländische Handelskette Ahold Delhaize 49 % Anteile hält.
Jerónimo Martins kaufte in den 1990er-Jahren auch die brasilianische Supermarktkette Sé Supermercados, das brasilianische Äquivalent von Pingo Doce. Diese wurde jedoch 2002 an die Companhia Brasileira de Distribuição / Grupo Pão de Açúcar Sé Supermercados verkauft, welche die Läden in Pão de Açúcar und CompreBem umbenannte. 2008 bis 2010 hat Pingo Doce die Marke Feira Nova übernommen.
In Polen hat die Gruppe 1998 Biedronka übernommen, die inzwischen größte Lebensmitteleinzelhandelskette des Landes. Die Jerónimo Martins Gruppe begann auch in Kolumbien im März 2013, durch Ara lokale Geschäfte aufzubauen.